# Baron Baltimore

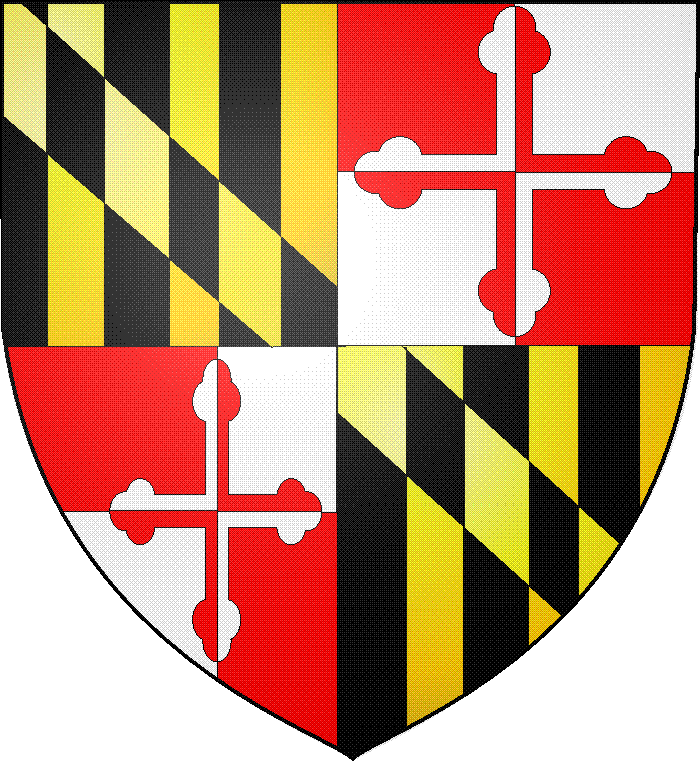
Heraldiskt vapen för baronerna Baltimore.

Baron Baltimore, efter Baltimore Manor i County Longford, är en utslocknad irländsk adelstitel. Den förlänades 1625 och dog ut 1771. Titeln bars inom släkten Calvert, som ägde provinsen Maryland.
I USA:s historia syftar namnet Lord Baltimore vanligen på den andre bäraren av titeln, efter vilken staden Baltimore, Maryland är uppkallad. Hans yngre bror Leonard Calvert var den förste guvernören i provinsen Maryland.

## Baroner Baltimore (1625)
- George Calvert, 1:e baron Baltimore (c.1580–1632)
- Cæcilius Calvert, 2:e baron Baltimore (1605–1675)
- Charles Calvert, 3:e baron Baltimore (1637–1715)
- Benedict Calvert, 4:e baron Baltimore (1679–1715)
- Charles Calvert, 5:e baron Baltimore (1699–1751)
- Frederick Calvert, 6:e baron Baltimore (1731–1771)